# Émile Egger

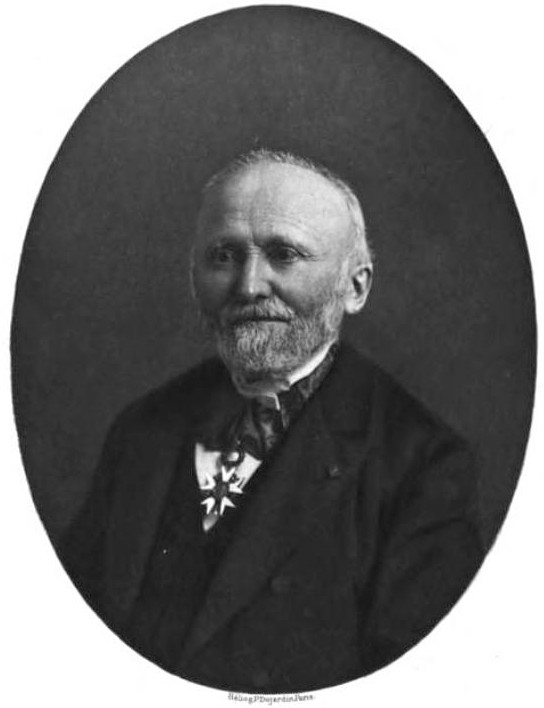
Émile Egger.

Auguste-Émile Egger, född den 18 juli 1813 i Paris, död den 30 augusti 1885 i Royat, var en fransk lärd, far till Victor Egger.

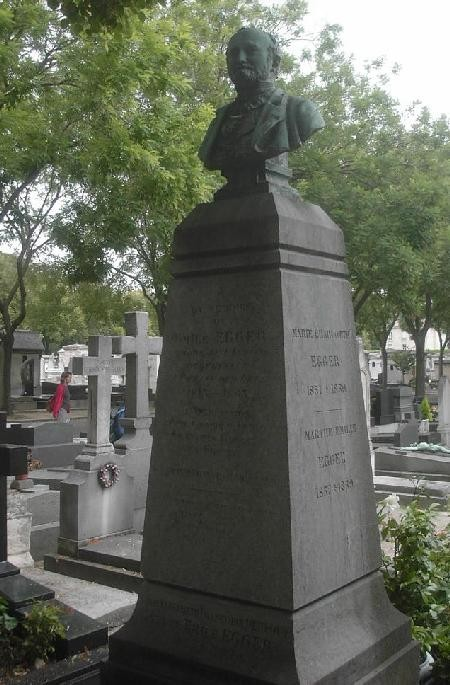
Eggers grav i Paris.

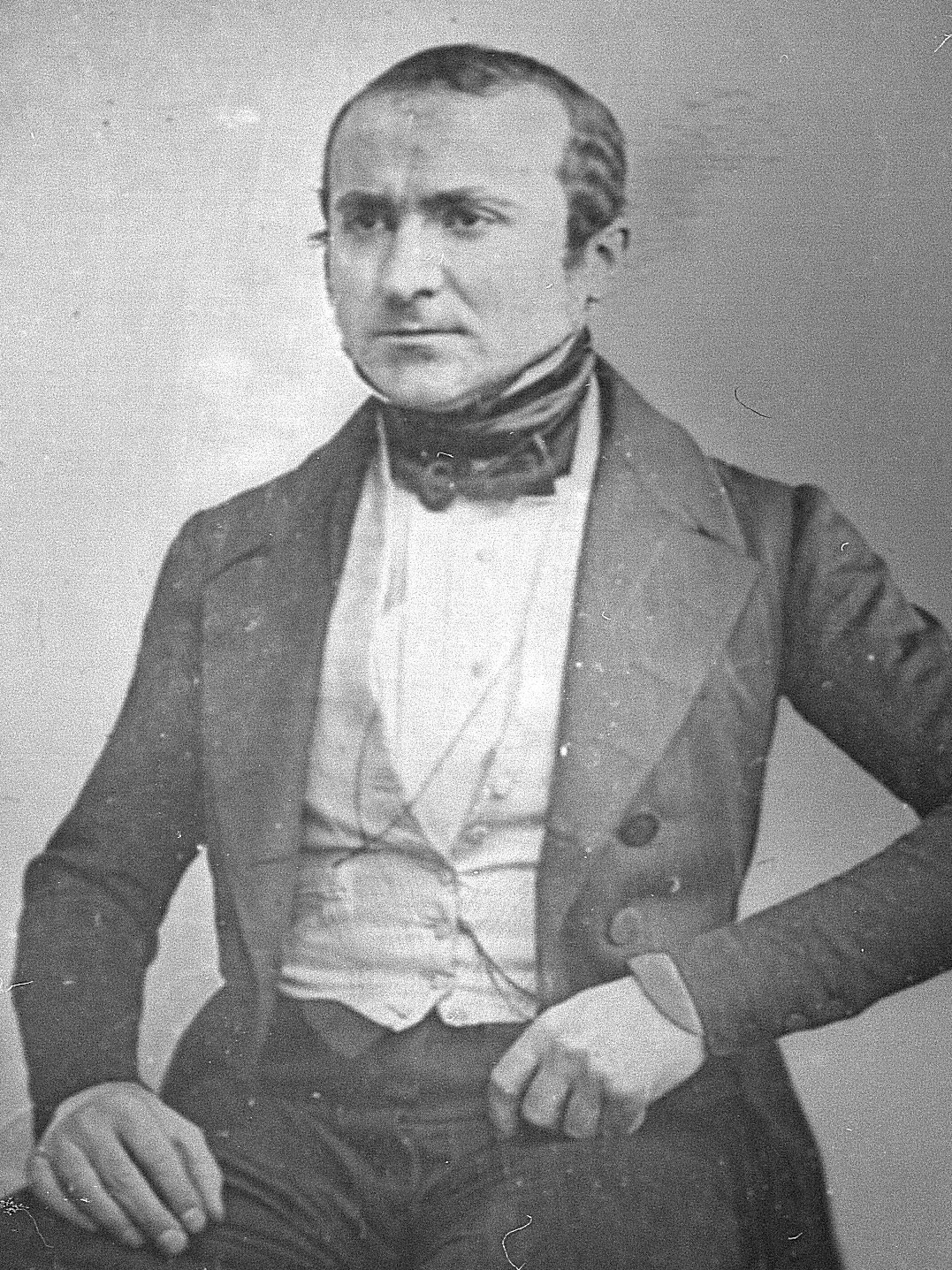
Auguste-Émile Egger, 1844

Egger blev 1840 extra ordinarie och 1855 ordinarie professor i grekiska litteraturen vid universitetet i Paris  samt 1854 medlem av Franska institutet. År 1871 blev Egger redaktör av Journal des savants.